# گورگنجو
گورگنجو، روستایی از توابع بخش مرکزی شهرستان دنا در استان کهگیلویه و بویراحمد ایران است.
این روستا بر روی یک تپه قرار دارد که یکی از زیباترین روستاهای استان کهگیلویه و بویراحمد به‌شمار می‌آید.
دلیل نام این روستا به گفته بزرگان آنجا این هست که یک گنج بسیار بزرگ و ارزشمند در آنجا قرار دارد و به همین دلیل به گور گنج مشهور شده است.
در آنجا کشت برنج نیز انجام می‌شود که برنج آن منطقه به زبان لری «چمپه» گفته می‌شود.

## جمعیت
این روستا در دهستان توت نده قرار دارد و براساس سرشماری مرکز آمار ایران در سال ۱۳۸۵، جمعیت آن ۴۶۹ نفر (۱۰۰خانوار) بوده است.